# Hinsdale, Massachusetts

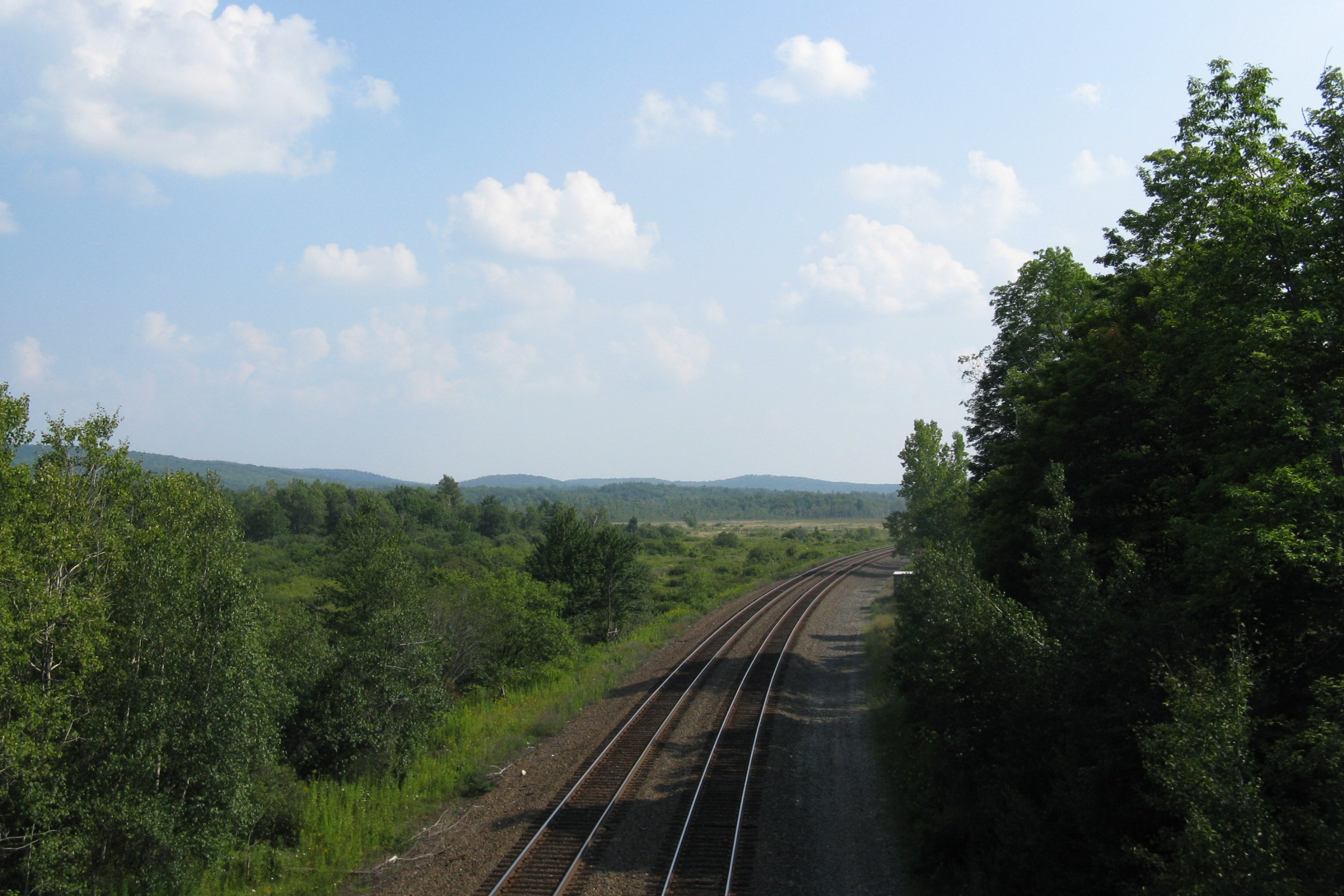

Hinsdale är en kommun (town) i Berkshire County i delstaten Massachusetts, USA. Vid folkräkningen år 2000 bodde 1 872 personer på orten. Den har enligt United States Census Bureau en area på totalt 56,2 km² varav 2,3 km² är vatten.